# Батальон имени Матьяша Ракоши
Батальон имени Матьяша Ракоши (венг. Rákosi Mátyás Zászlóalj, исп. Batallón Mátyás Rákosi) — венгерский пехотный батальон Интербригад, участвовавший в Гражданской войне в Испании и входивший в состав XIII польской интербригады. Покровителем батальона был известный венгерский политический деятель, секретарь ЦК Компартии Венгрии Матьяш Ракоши (1945—1948), приговорённый в 1935 году к пожизненному заключению в каторжной тюрьме.

## История
Образован в конце 1936 года официально под именем 51-го батальона Народной республиканской армии. С 12 апреля по 27 мая 1937 года нёс службу в 27-й пехотной дивизии имени Карла Маркса, с 4 августа состоял в 150-й интербригаде. После реорганизации в XIII интебригаду продолжил участие в боях как часть XIII интербригады до 23 сентября 1938.
За годы войны участвовал в Брунетской и Арагонской операциях, битвах при Бельчите и Эбро. В марте 1938 года начал оборону Каталонии, которую не прекращал вплоть до самого конца гражданской войны. Несмотря на официальный роспуск 24 сентября, отдельные солдаты батальона продолжали оказывать сопротивление фалангистам с 26 января по 9 февраля 1939. В марте 1939 года было официально объявлено об окончательном роспуске батальона.

## Командование

### Командиры
- Акош Гевеси † (25 апреля — 12 июня 1937)
- Михай «Чапаев» Салваи (28 августа 1937 — 24 сентября 1938)

### Политруки
- Дьёрдь Вайсбрум † (25 апреля — 14 мая 1937, 12 июня 1937 — 2 апреля 1938)
- Имре Тарр † (14 мая — 12 июня 1937)
- Хайме «Хишпан» Вильядроза (2 апреля — 24 сентября 1938)